# Nitrobike
Nitrobike est un jeu vidéo de course de moto sorti sur Wii et PlayStation 2. Le jeu est développé par Left Field Productions et édité par Ubisoft.

## Accueil
Nitrobike reçoit un accueil négatif de la critique. Il obtient un score de 49 % sur la base de 22 critiques sur Metacritic.